# عزلة الوسط (إب)

تعديل مصدري - تعديل

عزلة الوسط هي إحدى عزل مديرية الشعر في محافظة إب اليمنية ويبلغ تعداد سكانها 5625 نسمة حسب التعداد السكاني في اليمن لعام 2004.